# Rhabdornis inornatus
Rhabdornis inornatus е вид птица от семейство Скорецови (Sturnidae).

## Разпространение
Видът е разпространен във Филипините.